# Hemitriccus
Hemitriccus, foi um género de aves da família Tyrannidae.
Este género contém as seguintes espécies:
- Maria-sebinha, Hemitriccus minor
- Maria-bicudinha, Hemitriccus josephinae
- Maria-de-peito-machetado, Hemitriccus flammulatus
- Olho-falso, Hemitriccus diops
- Catraca, Hemitriccus obsoletus
- Maria-de-olho-branco, Hemitriccus zosterops
- Hemitriccus aenigma
- Tiririzinho-do-mato, Hemitriccus orbitatus
- Maria-peruviana, Hemitriccus iohannis
- Sebinho-rajado-amarelo, Hemitriccus striaticollis
- Tachuri-campainha, Hemitriccus nidipendulus
- Hemitriccus spodiops
- Sebinho-de-olho-de-ouro, Hemitriccus margaritaceiventer
- Maria-da-campina, Hemitriccus inornatus
- Hemitriccus granadensis
- Hemitriccus rufigularis
- Hemitriccus cinnamomeipectus
- Maria-do-nordeste, Hemitriccus mirandae
- Maria-catarinense, Hemitriccus kaempferi
- Papa-moscas-estrela, Hemitriccus furcatus